# Heterostegane rectifascia
Heterostegane rectifascia är en fjärilsart som beskrevs av George Francis Hampson 1892. Heterostegane rectifascia ingår i släktet Heterostegane och familjen mätare. Inga underarter finns listade i Catalogue of Life.